# Muhlenbergia distans
Muhlenbergia distans är en gräsart som beskrevs av Jason Richard Swallen. Muhlenbergia distans ingår i släktet muhlygräs, och familjen gräs. Inga underarter finns listade i Catalogue of Life.